# Франческо да Вольтерра

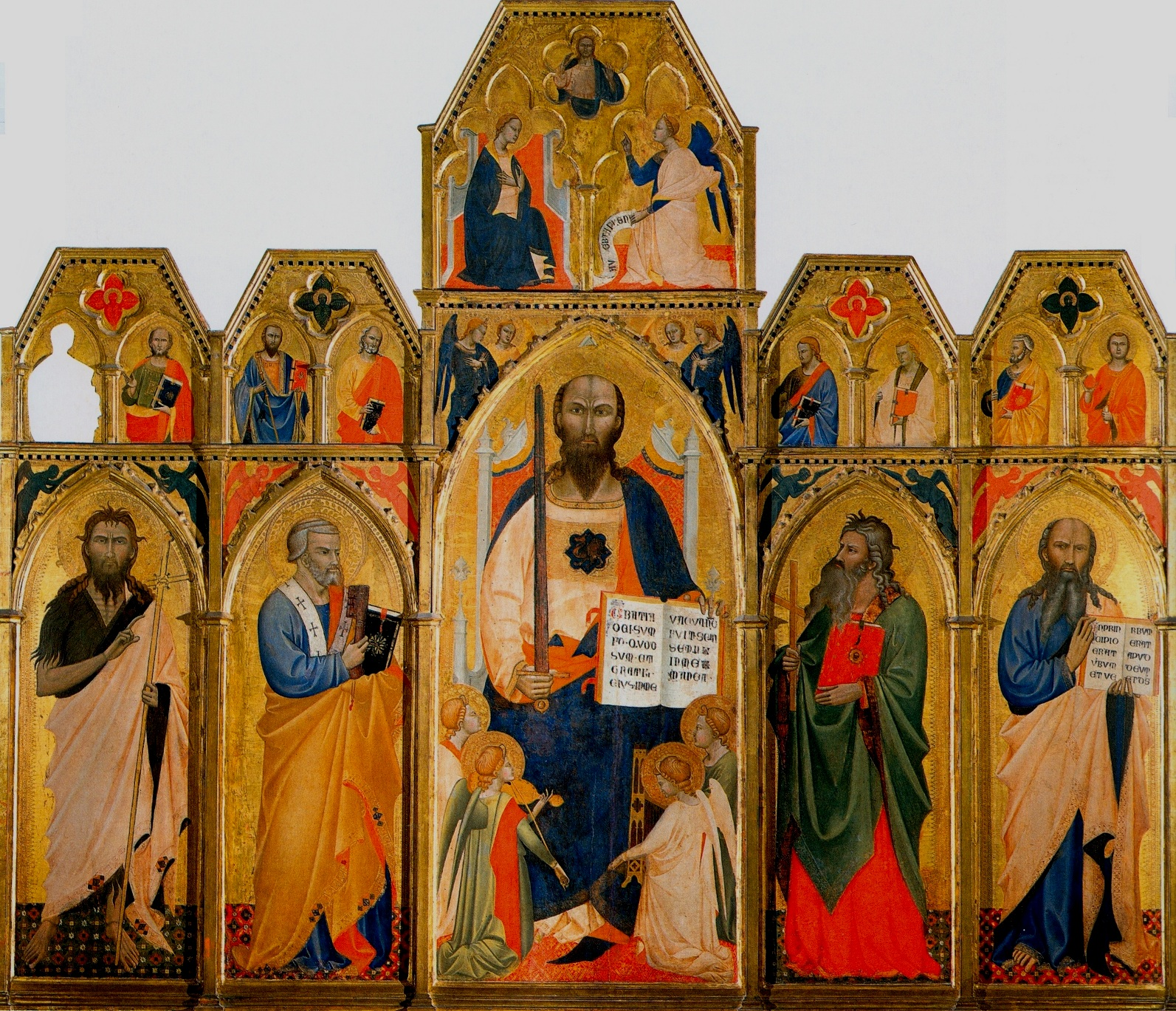
Франческо ді Нері да Вольтерра. Поліптих Св. Павла. 1365. Колекція Чіні, Венеція.

Франческо ді Нері да Вольтерра (італ. Francesco di Neri da Volterra; між 1338 — 1386) — Італійський художник.

## Перші відомості
Відомостей про дату народження художника не збереглося. Франческо народився в Вольтерра, про що свідчить його прізвисько; творчість майстра задокументовано з 1338 року. Зберігся запис про те, що в квітні 1338 камерленго Комуни Вольтерри замовив художнику картину «Мадонна з немовлям». Інші платіжні документи, в яких фігурує ім'я Франческо, датуються січнем 1339 р. і серпнем 1343-го. На думку дослідників від цього раннього періоду не збереглося ніяких творів художника.

## Піза
У 1343 Франческо працював як у Пізі так і в Вольтерра. У 1346 році він написав картину для вівтаря пізанського собору (нині втрачено). У 1347 році дружина художника серйозно захворіла, і він написав «Мадонну П'єтра» заради її зцілення. Другий половині 1340-х років приписують ряд збережених творів: полиптих «Мадонна делла Латта» (Мадонна Млекопітательніца) з музею Сан Маттео, Піза; фреску «Розп'яття з майбутніми святими», написану для монастиря Св. Сильвестра (нині в музеї Сан Маттео, Піза); Бандінеллі (ікона для процесій), написану для братства св. Лючії, на одній стороні якої художник зобразив Розп'яття з майбутніми святими, на інший Св. Лючію з Рікуккі в оточенні двох ангелів і ченців братства (Фондацьоне Палаццо Блу, Піза). У всіх цих роботах видно вплив місцевої пізанською традиції і творчості Джованні ді Нікола, так і сієнської школи — Сімоне Мартіні і Ліппі Меммі.
У 1358 Франческо фігурує вже як громадянин Пізи і поряд з художником Джованні ді Нікола входить до складу Головної Ради (Consiglio maggiore del Popolo) — урядового органу. Під час загострення відносин між Пізою і Вольтерри, Франчесько грав важливу посередницьку роль, про що свідчать документи від 1363 року. Коли у вересні того ж року помер генерал Гізелла дельї Убальдіні та Карда, колишній «військовим міністром» Пізи, Франческо було доручено прикраса всіх предметів майбутньої похоронної процесії — труни, розпису прапорів гербами міста і сімейства померлого, прикраса збруї і попон для коней тощо.
У 1365 році художник розписував панелі вівтаря Св. Павла для церкви Санта Катерина, який замовила Нута, вдова Ванні та Перчівалле та Вікопізано. У центрі поліптиха (225х252 см) на готичному троні сидить св. Павло в оточенні ангелів; на бічних панелях — Іван Хреститель, святі Петро, Пилип та Іван Богослов. У верхній частині вівтаря зображено Благовіщення. Твір нині зберігається в колекції Чіні, Венеція, однак дебати навколо того чи є поліптих з колекції Чіні саме вівтарем з церкви Санта Катаріна, остаточно не завершені.
Згідно з збереженим документам з кінця 1365 Франческо проживав при капелі Св. Миколая в Пізі. У 1368 р. художники Джакомо ді Мікеле (на прізвисько Джера), Джамбелло ді Бароне і Неруччо ді Федеріго були призначені судом експертами для визначення справедливої компенсації за виконані Франческо фрески та картини для монастиря Сан П'єтро у Вінкулісе.
Єдиний підписаний Франческо твір — це «Мадонна з немовлям на троні і три донатора» (Галерея Естенсе, Модена). По всій імовірності вона була центральною темою поліптиіха, від якого збереглася ще одна стулка — «Іван Богослов» з колекції Чіні, Венеція. Саме навколо цього твору вибудований каталог відомих сьогодні пізніх робіт майстра. Йому приписують ще один полиіптих, від якого збереглося тільки центральна частина «Оплакування Христа» (Вольтерра, Пінакотека); цю роботу, що раніше перебувала в госпіталі Св. Марії Магдалини відомий угорський мистецтвознавець М. Босковіц датує початком 1360х рр.; Енцо Карлі вбачає в ній вплив Луки ді Томмі. Він же приписує Франческо ще одну роботу — «Мадонну з немовлям на троні» з церкви Святих Бенедикта і Лючії в Сан Бенедетто Сеттімо недалеко від Кашина. Франческо ді Нері також приписують фрагмент фрески «Мадонна з немовлям» з церкви Мадонни деі Галетті в Пізі (Каліка 1986); дві панелі із зображенням св. Бенедикта і св. Ромуальда з музею Сан Маттео, Піза (обидві походять з абатства Сан Дзено); «Мадонну з немовлям» з приватного зібрання, Флоренція, дві частини поліптиха зі святими і ангелами з Музею образотворчих мистецтв, Бостон; фрагменти фресок в ц. Санта Марія а Орбіньяно-Лампореккьо.

## Історія Йова
З квітня 1370 по серпень 1371 Франческо очолював бригаду майстрів, в яку входили художники Неруччо ді Федеріго, Чеккі ді П'єтро, Якопо ді Франческо і помічник (garzone) Берто д'Аргоменто да Вольтерра. Цим майстрам було доручено відновлення повного циклу фресок «Історія Йова» на південній стіні пізанського Кампосанто, велика частина яких пов'язана з ім'ям Таддео Геді. Сучасні дослідження визначили, що найбільш суттєвої реставрації зі значним переробленням фрагментів були піддані сцени Піра Йова та Стада Іова. У документі від 29 листопада 1372 Берто д'Аргоменто знову фігурує як учень і помічник Франческо терміном на рік. Підтвердженням безперервних зв'язків художника з рідним містом служить наступний документ від 1376, в якому влада Вольтерри дають дозвіл Франческо на оренду майна що належить місту. Квітнем 1377 датований платіжний документ, згідно з яким художник отримав плату від пізанської комуни за виконане ним «Розп'яття».

## Остання згадка
Ймовірно, останній документ, в якому фігурує ім'я Франческо, був складений 28 січня 1386, в ньому йде мова про Ніколозії, дочки «quondam Francisci Nerii pictoris de Vulterris» — померлого Франческо Нері художника з Вольтерри. Тим не менш, недавні архівні дослідження дають підстави вважати, що художник проживав в капелі Св. Миколи щонайменше до 1403.